# RANKL
RANKL (receptor activator of nuclear factor kappa-B ligand) est un ligand qui intervient dans le métabolisme osseux libéré par les ostéoblastes aboutissant à la maturation de l' ostéoclastes.
Il est aussi appelé TNF-related activation-induced cytokine (TRANCE), osteoprotegerin ligand (OPGL), osteoclast differentiation factor (ODF), CD254, ou TNFSF11 (pour « tumor necrosis factor ligand superfamily member 11 ». Son gène est TNFSF11 situé sur le chromosome 13 humain.

## Fonctions
Il a plusieurs ligands, dont le RANK, le LGR4 et l'ostéoprotégérine. Il inhibe l'expression du RNF146, une ubiquitine ligase E3.
Il intervient dans le métabolisme osseux, permettant la différenciation des ostéoclastes.
Il favorise le développement du tissu lymphoïde.

## En médecine
Il pourrait favoriser la formation des cancers du sein sous progestatifs de synthèse.
Le denosumab est un anticorps monoclonal dirigé contre le RANKL. Il pourrait être efficace dans le traitement de l'ostéosarcome.